# شون شیویا
شون شیویا (انگلیسی: Shun Shioya؛ زادهٔ ۷ ژوئن ۱۹۸۲ در کانازاوا، استان ایشیکاوا، ژاپن) بازیگر ژاپنی است. وی از سال ۲۰۰۲ میلادی تاکنون مشغول فعالیت بوده‌است.
از فیلم‌هایی که وی در آن نقش داشته‌است، می‌توان به مثل یک اژدها اشاره کرد.